# Tam Xuân 2
Tam Xuân 2 is een xã in het district Núi Thành, een van de districten in de Vietnamese provincie Quảng Nam. Tam Xuân 2 heeft ruim 11.800 inwoners op een oppervlakte van 23,59 km².

## Geografie en topografie
Tam Xuân 2 ligt op de rechter oever van de Tam Kỳ. In het zuiden van Tam Xuân 2 ligt het Phú Ninhmeer.

## Verkeer en vervoer
Een van de belangrijkste verkeersaders is de Quốc lộ 1A. Deze weg verbindt Lạng Sơn met Cà Mau. Deze weg is gebouwd in 1930 door de Franse kolonisator. De weg volgt voor een groot gedeelte de route van de AH1. Deze weg Aziatische weg is de langste Aziatische weg en gaat van Tokio in Japan via verschillende landen, waaronder de Volksrepubliek China en Vietnam, naar Turkije. De weg eindigt bij de grens met Bulgarije en gaat vervolgens verder als de Europese weg 80.
Ook de Spoorlijn Hanoi - Ho Chi Minhstad gaat door Tam Xuân 2. Tam Xuân 2 heeft geen eigen spoorwegstation aan deze spoorlijn.